# Centrale des syndicats du Québec
Pour les articles homonymes, voir CSQ et CEQ.
Notes
Nom natif : Corporation générale des instituteurs et institutrices catholiques de la province de Québec (CIC) (1946-1967)
Devenu : Corporation des enseignants du Québec (CEQ) (1967-1974)
Devenu : Centrale de l'enseignement du Québec (CEQ) (1974-2000)
La Centrale des syndicats du Québec (CSQ) est une centrale syndicale québécoise qui regroupe des syndicats œuvrant principalement dans le domaine de l’éducation. Avec près de 200 000 membres, c'est le troisième plus important regroupement syndical au Québec après la FTQ et la CSN. La CSQ regroupe ses syndicats locaux affiliés en 11 fédérations qui représentent chacune un secteur d'activité. La CSQ est membre de l'Internationale de l'éducation (IE) et à l'Internationale des services publics (ISP).
D’abord constituée comme la Corporation générale des instituteurs et institutrices catholiques en 1946, il faut attendre août 1967 pour la constitution de la Corporation des enseignants du Québec qui prend le rôle d'organisation syndicale. L'association de défense devient réellement une centrale syndicale en 1974; la Centrale de l'enseignement du Québec (CEQ). Avec les années la CEQ représente de plus en plus de travailleurs hors de l'enseignement. Elle devient la Centrale des syndicats du Québec en 2000. La CSQ regroupe aujourd'hui plus de 240 syndicats qui couvrent près de 300 titres d'emploi dans les secteurs de l’éducation, des services de garde, de la santé et des services sociaux de même que dans les communications, le communautaire, les loisirs et le municipal. Son président actuel est Éric Gingras.
En plus d'être le principal syndicat de l'enseignement et de la petite enfance au Québec, la CSQ est la centrale comptant la plus grande proportions de femmes, soit 75% des membres.

## Profil
En juin 2000, la Centrale de l'enseignement du Québec changeait de nom pour devenir la Centrale des syndicats du Québec. La CSQ succédait ainsi à la CEQ afin de mieux rendre compte de son évolution, de sa diversité. La CSQ regroupe du personnel enseignant, professionnel et de soutien des commissions scolaires, des cégeps et des universités, des intervenantes en garderie, des infirmières et du personnel du secteur de la santé et des services sociaux ainsi que des travailleur(se)s des communications, du communautaire et du loisir. Elle compte également en ses rangs une association de retraité(e)s, l'AREQ avec ses 55 000 membres, qui ajoute une autre dimension à sa force représentative. 
Les membres des syndicats affiliés sont très majoritairement des femmes (77 %) et se retrouvent dans environ 350 corps d'emplois, allant du personnel enseignant de tous les ordres d'enseignement au personnel d'inspection de l'industrie de la construction, en passant par des membres du personnel infirmier ou de la petite enfance.
La CSQ fait partie, avec la FTQ, la CSN et l'APTS, du Front commun intersyndical de 2023, qui organise une série de grèves à l'automne 2023. La FIQ, qui ne fait pas partie du Front commun, organise parallèlement ses propres journées de grève. Enfin, la FAE fait une grève générale illimitée de 5 semaines .

## Administration

### Présidents
- 1946 - 1951 : Léo Guindon
- 1951 - 1965 : Léopold Garant
- 1965 - 1970 : Raymond Laliberté
- 1970 - 1978 : Yvon Charbonneau
- 1978 - 1982 : Robert Gaulin
- 1982 - 1988 : Yvon Charbonneau
- 1988 - 1999 : Lorraine Pagé
- 1999 - 2003 : Monique Richard
- 2003 - 2012 : Réjean Parent
- 2012 - 2018 : Louise Chabot
- 2018 - 2021 : Sonia Éthier
- 2021 - : Éric Gingras

## Fédérations
La CSQ compte 11 fédérations qui regroupent environ 245 syndicats affiliés en fonction des secteurs d’activité de leurs membres. Ces dernières sont :

### Éducation primaire et secondaire
- Fédération des professionnelles et professionnels de l'éducation du Québec (CSQ) (FPPE)
- Fédération des syndicats de l'enseignement (CSQ) (FSE)
- Fédération du personnel de l'enseignement privé (CSQ) (FPEP)
- Fédération du personnel de soutien scolaire (CSQ) (FPSS)

### Éducation - Enseignement supérieur
- Fédération des enseignantes et enseignants de CEGEP (CSQ) (FEC)
- Fédération du personnel de l'enseignement privé (CSQ) (FPEP)
- Fédération du personnel professionnel des collèges (CSQ) (FPPC)
- Fédération du personnel de soutien de l'enseignement supérieur (CSQ) (FPSES)
- Fédération de la recherche et de l’enseignement universitaire du Québec (FREUQ-CSQ)

### Santé et services sociaux
- Fédération de la santé du Québec (CSQ) (FSQ)
- Fédération des intervenantes en petite enfance du Québec (CSQ) (FIPEQ)

### Loisir, culture et communautaire
- Fédération des syndicats de l'action collective (CSQ) (FSAC)

## Associations
La CSQ est également composée d'une association :
- Association des retraitées et retraités de l’éducation et des autres services publics du Québec (CSQ) (AREQ)

## Distinctions
- 1995 - Prix Condorcet